# August Schell Brewing Company

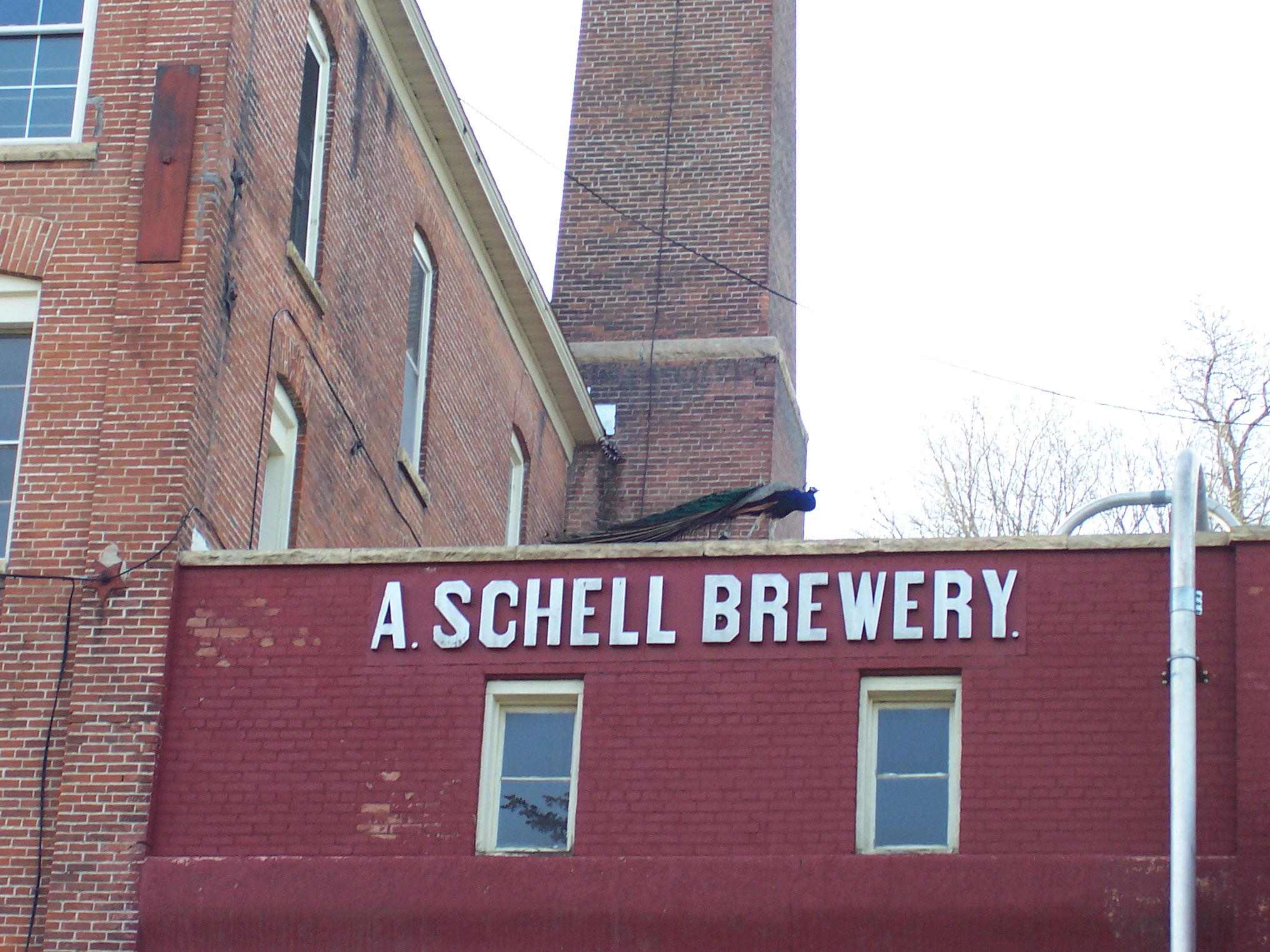
Schell-Brauerei in New Ulm

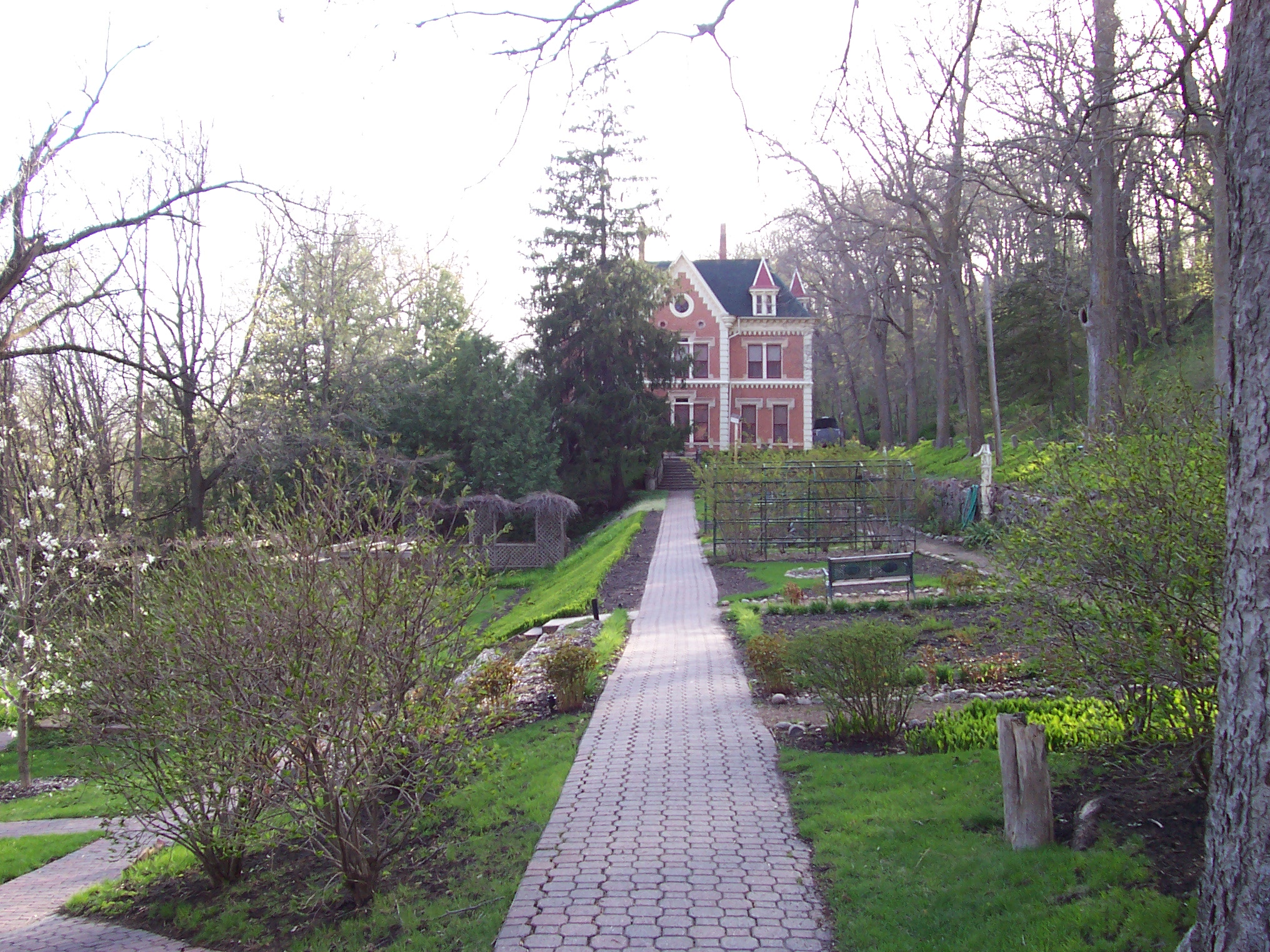
Schell Mansion in New Ulm (seit 1974 im National Register of Historic Places)

Die August Schell Brewing Company ist eine Brauerei in New Ulm, Minnesota. Sie wurde 1860 von den deutschen Immigranten August Schell und Jacob Bernhardt gegründet und befindet sich seit 1866 im Besitz der Schell-Familie. Die Brauerei ist heute die zweitälteste familiengeführte Brauerei in den Vereinigten Staaten und durch die Übernahme von Grain Belt die absatzstärkste Brauerei Minnesotas.

## Geschichte
Die Brauerei wurde im Herbst 1860 von dem in Durbach geborenen August Schell, der in den 1850er Jahren in die USA ausgewandert war und sich in Minnesota niedergelassen hatte und Jacob Bernhardt, der zuvor in St. Paul als Braumeister gearbeitet hatte, am Cottonwood River nahe New Ulms erbaut. Sie hatten sich dazu entschieden, da zu jener Zeit in den ländlichen Gebieten des Mittleren Westens trotz der vorhandenen Nachfrage die Beschaffung von Bier schwierig war. In den ersten Jahren wurden nur etwa 235 Hektoliter jährlich gebraut. Während des Dakota-Aufstands 1862 blieb die Brauerei vor Angriffen durch die Indianer verschont, da sich die Familie Schell zuvor stets freundlich den Dakota gegenüber verhalten und sie mit Lebensmitteln versorgt hatte. 1866 verkaufte der erkrankte Bernhardt seine Anteile an der Brauerei für 12.000 US-Dollar an Schell, der die Brauerei um mehrere Gebäude erweiterte. 1885 baute Schell neben der Brauerei ein weitläufiges Anwesen („Schell Mansion“), welches später dem National Register of Historic Places hinzugefügt wurde. Nach dem Tod August Schells im September 1891 wurde die Brauerei von seiner Familie weitergeführt. 1902 wurde sie in eine Corporation umgewandelt. Das Wachstum der Brauerei erlitt 1919 durch die Prohibition einen Rückschlag. Während dieser Zeit wurden bierähnliche Getränke und Softdrinks hergestellt. Erst mit dem Ende der Prohibition 1933 konnte wieder Bier hergestellt und verkauft werden. Obwohl kleinere Brauereien seit den 1980er Jahren häufig übernommen oder von großen Konzernen aus dem Wettbewerb gedrängt wurden, blieb die Schell-Brauerei als Familienbetrieb bestehen. Diese Entwicklung prägte auch das Image als regionales und qualitätsbewusstes Unternehmen, welches sich somit auf dem Markt behaupten konnte. 1999 wurde das alte Produktionsgebäude durch einen modernden Neubau ersetzt. Der tägliche Ausstoß stieg damit auf maximal rund 657 Hektoliter. 2002 übernahm die August Schell Brewing Company die Marke Grain Belt und stieg somit zur absatzstärksten Brauerei Minnesotas auf. Der jährliche Ausstoß beträgt etwa 130.000 Hektoliter.

## Produkte
Es werden 38 Sorten Bier gebraut, dafür rund 16 im Auftrag für fremde Marken. Zu den bekanntesten Biersorten gehören das Schell original, light, dark, Pilsner, Bock, Firebrick Lager, German Pale Ale, Schmalt's Alt, Doppel Bock, Maifest, Zommerfest, Hefeweizen, Octoberfest und Snowstorm Beer. 2002 wurde das Produktangebot durch den Kauf der im Mittleren Westen bekannten Marke Grain Belt von der insolventen Minnesota Brewing Company erweitert.
Angeboten werden die Biersorten gewöhnlicherweise in Minnesota, Illinois, Iowa, North Dakota, Pennsylvania, South Dakota und Wisconsin.